# Novi Golubovec
Novi Golubovec je općina u Hrvatskoj.

## Zemljopis
Općina Novi Golubovec nalazi se na krajnjem sjeveru Krapinsko-zagorske županije uz samu granicu s Varaždinskom županijom. 
Susjedne općine su: Radoboj, Mihovljan, Lobor i Jesenje.
Naselja u sastavu Općine : 
- Velika Veternička
- Gora Veternička
- Veternica
- Očura
- Novi Golubovec

## Stanovništvo
Prema popisu 2001. u općini je 1.073 stanovnika, 337 kućanstava i to 242 obiteljskih i 95 neobiteljskih kućanstava. Ukupan broj zaposlenih: 456 djelatnika. 
Gustoća naseljenosti je 80 st/km2.
| broj stanovnika | 703   | 847   | 621   | 1076  | 1362  | 1530  | 1647  | 1722  | 1911  | 1933  | 1644  | 1387  | 1270  | 1206  | 1073  | 996   | 824   |
|                 | 1857. | 1869. | 1880. | 1890. | 1900. | 1910. | 1921. | 1931. | 1948. | 1953. | 1961. | 1971. | 1981. | 1991. | 2001. | 2011. | 2021. |

| broj stanovnika |       |       |       |       | 10    | 25    | 41    | 58    | 127   | 132   | 133   | 123   | 153   | 194   | 194   | 217   | 192   |
|                 | 1857. | 1869. | 1880. | 1890. | 1900. | 1910. | 1921. | 1931. | 1948. | 1953. | 1961. | 1971. | 1981. | 1991. | 2001. | 2011. | 2021. |

## Uprava
Članovi općinskog vijeća Općine Novi Golubovec:
1. Boris Tušek HDZ,
2. Mladen Kos HDZ,
3. Stjepan Brozd HDZ,
4. Dragutin Zebec HDZ,
5. Branko Borščak HDZ,
6. Alojz Bistrović HDZ,
7. Krešimir Kos HDZ,
8. Petar Risek HDZ,
9. Darko Gorski Koalicija HNS, HSS, SDP,
10. Ljubica Tušek Koalicija HNS, HSS, SDP,
11. Slavko Belužić Koalicija HNS, HSS, SDP,
12. Darko Bistrović Koalicija HNS, HSS, SDP.

Upravni odjel
Načelnik: Boris Tušek 
Pročelnik: Petar Culjak 
Financijski referent: Ljiljana Delija

## Gospodarstvo
Čitavo područje općine Novi Golubovec zadovoljavajuće je povezano s javnom nepokretnom i pokretnom telekomunikacijskom mrežom.
Naselje, Novi Golubovec, dio Gore Veterničke i Očura ima kvalitetno izgrađenu električnu niskonaponsku kabliranu mrežu s betonskim stupovima i javnom rasvjetom, u izgradnji je Veternica, Gora Veternička i Velika Veternička. Distributivnom mrežom odnosno plinofikacijom omogućena je distribucija plina građanima. Vodoopskrba u naseljima je iz lokalnih vodovoda, u izgradnji je lokalni razvod za područje visoke zone Veternice i Gore Veterničke.
Na području općine Novi Golubovec postoje značajnije gospodarske djelatnosti koje su bazirane na mineralnim sirovinama (građevinska, obrtnička, obrada metala), te tranzitne, trgovačka i ugostiteljska djelatnost kao potencijal za procjenu smjernica budućeg razvoja.
Samo općinsko središte ima razvijene gotovo sve upravne i uslužne funkcije, te postoji Općina, osnovna škola, dom zdravlja, pošta i željeznička postaja, te trgovine, ugostiteljski sadržaji i obrtničke radionice.
Poljoprivredna proizvodnja, stočarstvo, pčelarstvo može biti logistika turističkoj i ugostiteljskoj djelatnosti.

## Kultura
- KUD Golubovec[4]

## Šport
- NK Schiedel Novi Golubovec[5]

## Vanjske poveznice
Službene Web stranice Općine Novi Golubovec